# Bakai, Voznesensk
Bakai (în ucraineană Бакай) este un sat în comuna Dmîtrivka din raionul Voznesensk, regiunea Mîkolaiiv, Ucraina.

## Demografie
Componența lingvistică a localității Bakai
     Ucraineană (81,22%)
     Rusă (13,88%)
     Română (4,49%)
Conform recensământului din 2001, majoritatea populației localității Bakai era vorbitoare de ucraineană (81,22%), existând în minoritate și vorbitori de rusă (13,88%) și română (4,49%).